# ガロアクリーク
ガロアクリーク（欧字名:Galore Creek、2017年2月27日 - ）は、日本の競走馬。2020年のスプリングステークスの勝ち馬である。
馬名の由来はカナダの金鉱山より。

## 戦績

### 2歳（2019年）
11月16日東京の新馬戦に6番人気で出走。道中中団追走から直線で楽に抜け出すと最後は好位から脚を伸ばしたトーヨースターオーに1馬身半差をつけデビュー戦を飾る。
12月28日のホープフルステークスでは騎乗予定だった野中悠太郎騎手がインフルエンザに感染して騎乗不可能となり、急遽兄弟子の丸山元気騎手に乗り替わりになったが、中団追走も直線で失速し11着と大敗する。

### 3歳（2020年）

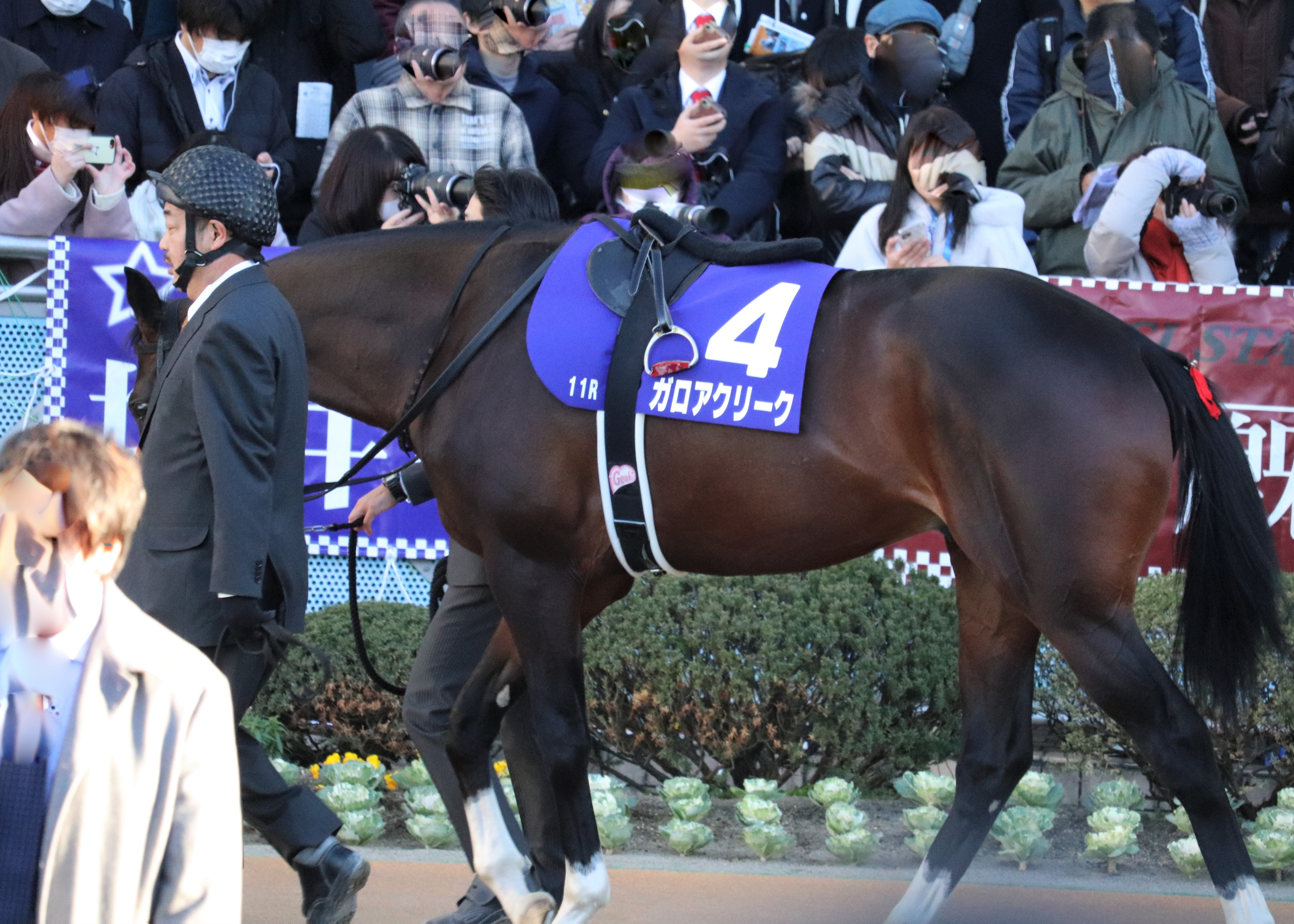
ホープフルステークスのパドック

3月1日中山の水仙賞 (芝2200mの500万特別)では後方から脚を伸ばすものの4着に終わる。3月22日のスプリングステークス (GII)では中団のやや後ろでレースを進めると、直線で外から鋭く脚を伸ばして先頭に立ち最後は内で食い下がるヴェルトライゼンデに1馬身1/4差をつけ重賞初制覇を果たすとともに、鞍上のライル・ヒューイットソンにとってもJRA重賞初制覇となった。
続く4月15日の皐月賞は8番人気での出走となったが、中団待機から直線で脚を伸ばし、コントレイルとサリオスには離されたものの3着でゴール。前走に続いて鞍上を務めたヒューイットソンは「彼（ガロアクリーク）を誇りに思います」とコメントした。（競走に関する詳細は第80回皐月賞を参照。）
続く東京優駿（日本ダービー）はここ2戦の鞍上を務めたヒューイットソンが短期免許期間を終えて帰国したため、川田将雅に乗り替わりとなった。父が短距離を中心に活躍していた事から距離面での不安を指摘され、皐月賞3着ながら7番人気の評価にとどまった。しかしレースでは最後の直線、馬場の真ん中からしぶとく脚を伸ばし3着ヴェルトライゼンデから0.1秒差の6着に入線。この結果を受けて管理する上原博之調教師は「3着とはそれほど差がありませんでした。距離も大丈夫でした。秋は菊花賞路線を行こうと考えています」とコメントした。（競走に関する詳細は、第87回東京優駿を参照。）
9月21日、菊花賞トライアルのセントライト記念（GII）に出走。2番人気で迎えたレースでは、3番手で前の動きを見ながら進んだが、直線ではもうひと伸びがなくバビットの3着に敗れた。菊花賞では10番人気に推され、史上3頭目となる無敗でのクラシック三冠を成し遂げたコントレイルの9着に敗れた。（競走に関する詳細は、第81回菊花賞を参照。）
続いて、12月20日に行われたリステッド競走のディセンバーステークスに出走。1番人気に推されたが、3着に敗れた。

### 4歳（2021年）
4歳初戦としてリステッド競走の都大路ステークスに出走予定であったが、馬場入場後に右前肢跛行を発症し競走除外となった。続いて6月13日に行われたGIIIエプソムカップに出走し、12着に敗れる。その後、脚部不安もあり年内休養となった。

### 5歳（2022年）
5歳初戦として、2月27日に行われたGII中山記念に出走。8番人気で迎えたレースでは、パンサラッサの4着に敗れた。
5月14日に行われた都大路ステークス（L）では道中3番手追走も直線で伸びを欠いて6着という結果に終わったが、6月12日に東京競馬場で行われたGIIIエプソムカップでは、中団の馬群を追走。最後の直線では長く脚を使い、直線で勝ち馬ノースブリッジをクビ差まで追い詰め、8番人気ながら2着に入った。その後は長期の休養に入った。

### 6歳（2023年）～7歳（2024年）
2023年6月11日のGIIIエプソムカップで1年ぶりに実戦復帰し、レースでは好位追走も直線で失速して10着に敗れ、7月9日のGIII七夕賞でも見せ場なく11着と惨敗する。その後はレースに復帰することなく2024年6月27日付けでJRAの競走馬登録を抹消され、現役を引退することになった。引退後は生まれ故郷である笠松牧場にて乗馬となる。

## 競走成績
以下の内容は、netkeiba.comの情報に基づく。
| 競走日     | 競馬場 | 競走名           | 格   | 距離（馬場）  | 頭 数 | 枠 番 | 馬 番 | オッズ （人気） | 着順 | タイム （上がり3F） | 着差 | 騎手                | 斤量 [kg] | 1着馬（2着馬）         | 馬体重 [kg] |
| ---------- | ------ | ---------------- | ---- | ------------- | ----- | ----- | ----- | --------------- | ---- | ------------------- | ---- | ------------------- | --------- | ---------------------- | ----------- |
| 2019.11.17 | 東京   | 2歳新馬          |      | 芝2000m（良） | 15    | 6     | 10    | 019.70（6人）   | 01着 | R2:04.5（33.5）     | -0.2 | 0野中悠太郎         | 54        | （トーヨースターオー） | 500         |
| 0000.12.28 | 中山   | ホープフルS      | GI   | 芝2000m（良） | 13    | 4     | 4     | 125.10（9人）   | 11着 | R2:04.0（38.3）     | -2.6 | 0丸山元気           | 55        | コントレイル           | 506         |
| 2020.03.01 | 中山   | 水仙賞           | 1勝  | 芝2200m（良） | 8     | 6     | 6     | 013.20（6人）   | 04着 | R2:13.4（35.9）     | -0.3 | 0池添謙一           | 56        | クロスセル             | 506         |
| 0000.03.22 | 中山   | スプリングS      | GII  | 芝1800m（良） | 10    | 7     | 7     | 016.60（6人）   | 01着 | R1:49.8（33.8）     | -0.2 | 0L.ヒューイットソン | 56        | （ヴェルトライゼンデ） | 496         |
| 0000.04.19 | 中山   | 皐月賞           | GI   | 芝2000m（稍） | 18    | 8     | 16    | 041.20（8人）   | 03着 | R2:01.4（35.7）     | -0.7 | 0L.ヒューイットソン | 57        | コントレイル           | 498         |
| 0000.05.31 | 東京   | 東京優駿         | GI   | 芝2400m（良） | 18    | 6     | 11    | 051.60（7人）   | 06着 | R2:25.0（34.6）     | -0.9 | 0川田将雅           | 57        | コントレイル           | 498         |
| 0000.09.21 | 中山   | セントライト記念 | GII  | 芝2200m（良） | 12    | 6     | 7     | 004.40（2人）   | 03着 | R2:15.4（37.0）     | -0.4 | 0川田将雅           | 56        | バビット               | 502         |
| 0000.10.25 | 京都   | 菊花賞           | GI   | 芝3000m（良） | 18    | 1     | 2     | 082.5（10人）   | 09着 | R3:07.5（37.4）     | -2.0 | 0川田将雅           | 57        | コントレイル           | 498         |
| 0000.12.20 | 中山   | ディセンバーS    | L    | 芝1800m（良） | 15    | 6     | 10    | 002.30（1人）   | 03着 | R1:49.7（35.6）     | -0.5 | 0田辺裕信           | 56        | トーラスジェミニ       | 500         |
| 2021.05.15 | 中京   | 都大路S          | L    | 芝2000m（良） | 11    | 1     | 1     |                 | 除外 |                     |      | 0川田将雅           | 57        | マウントゴールド       | 504         |
| 0000.06.13 | 東京   | エプソムC        | GIII | 芝1800m（良） | 18    | 7     | 14    | 034.7（12人）   | 12着 | R1:46.5（35.8）     | -1.4 | 0野中悠太郎         | 56        | ザダル                 | 510         |
| 2022.02.27 | 中山   | 中山記念         | GII  | 芝1800m（良） | 16    | 2     | 3     | 026.90（8人）   | 04着 | R1:47.2（36.1）     | -0.8 | 0田辺裕信           | 56        | パンサラッサ           | 522         |
| 0000.05.14 | 中京   | 都大路S          | L    | 芝2000m（稍） | 7     | 6     | 6     | 004.60（4人）   | 06着 | R2:00.8（34.6）     | -0.3 | 0鮫島克駿           | 57        | シフルマン             | 512         |
| 0000.06.12 | 東京   | エプソムC        | GIII | 芝1800m（重） | 12    | 6     | 8     | 026.90（8人）   | 02着 | R1:46.7（34.2）     | -0.0 | 0石橋脩             | 56        | ノースブリッジ         | 510         |
| 2023.06.11 | 東京   | エプソムC        | GIII | 芝1800m（稍） | 17    | 5     | 9     | 047.8（11人）   | 10着 | R1:46.2（35.7）     | -0.7 | 0石橋脩             | 58        | ジャスティンカフェ     | 506         |
| 0000.07.09 | 福島   | 七夕賞           | GIII | 芝2000m（良） | 16    | 4     | 8     | 016.10（7人）   | 11着 | R2:00.8（35.3）     | -1.0 | 0永野猛蔵           | 57        | セイウンハーデス       | 504         |

## 血統表
| ガロアクリークの血統                      | ガロアクリークの血統                             | ガロアクリークの血統                             | （血統表の出典）                                 | （血統表の出典） |
| 父系                                      | サンデーサイレンス系                             | サンデーサイレンス系                             | サンデーサイレンス系                             | [ § 2 ]          |
| 父 *キンシャサノキセキ 2003 鹿毛          | 父の父フジキセキ 1992 青鹿毛                     | *サンデーサイレンス                              | Halo                                             | Halo             |
| 父 *キンシャサノキセキ 2003 鹿毛          | 父の父フジキセキ 1992 青鹿毛                     | *サンデーサイレンス                              | Wishing Well                                     |                  |
| 父 *キンシャサノキセキ 2003 鹿毛          | 父の父フジキセキ 1992 青鹿毛                     | *ミルレーサー                                    | Le Fabuleux                                      | Le Fabuleux      |
| 父 *キンシャサノキセキ 2003 鹿毛          | 父の父フジキセキ 1992 青鹿毛                     | *ミルレーサー                                    | Marston's Mill                                   |                  |
| 父 *キンシャサノキセキ 2003 鹿毛          | 父の母*ケルトシャーン Keltshaan 1994 鹿毛        | Pleasant Colony                                  | His Majesty                                      | His Majesty      |
| 父 *キンシャサノキセキ 2003 鹿毛          | 父の母*ケルトシャーン Keltshaan 1994 鹿毛        | Pleasant Colony                                  | Sun Colony                                       |                  |
| 父 *キンシャサノキセキ 2003 鹿毛          | 父の母*ケルトシャーン Keltshaan 1994 鹿毛        | Featherhill                                      | Lyphard                                          | Lyphard          |
| 父 *キンシャサノキセキ 2003 鹿毛          | 父の母*ケルトシャーン Keltshaan 1994 鹿毛        | Featherhill                                      | Lady Berry                                       |                  |
| 母 *ゴールドレリック Gold Relic 2001 鹿毛 | 母の父Kingmambo 1990 鹿毛                        | Mr. Prospector                                   | Raise a Native                                   | Raise a Native   |
| 母 *ゴールドレリック Gold Relic 2001 鹿毛 | 母の父Kingmambo 1990 鹿毛                        | Mr. Prospector                                   | Gold Digger                                      |                  |
| 母 *ゴールドレリック Gold Relic 2001 鹿毛 | 母の父Kingmambo 1990 鹿毛                        | Miesque                                          | Nureyev                                          | Nureyev          |
| 母 *ゴールドレリック Gold Relic 2001 鹿毛 | 母の父Kingmambo 1990 鹿毛                        | Miesque                                          | Pasadoble                                        |                  |
| 母 *ゴールドレリック Gold Relic 2001 鹿毛 | 母の母Gold Bust 1996 栗毛                        | Nashwan                                          | Blushing Groom                                   | Blushing Groom   |
| 母 *ゴールドレリック Gold Relic 2001 鹿毛 | 母の母Gold Bust 1996 栗毛                        | Nashwan                                          | Heights of Fashion                               |                  |
| 母 *ゴールドレリック Gold Relic 2001 鹿毛 | 母の母Gold Bust 1996 栗毛                        | Riviere D'or                                     | Lyphard                                          | Lyphard          |
| 母 *ゴールドレリック Gold Relic 2001 鹿毛 | 母の母Gold Bust 1996 栗毛                        | Riviere D'or                                     | Gold River                                       |                  |
| 母系(F-No.)                               | (FN:22-d)                                        | (FN:22-d)                                        | (FN:22-d)                                        | [ § 3 ]          |
| 5代内の近親交配                           | Lyphard 4×4=12.50%、Northern Dancer 5×5・5=9.38% | Lyphard 4×4=12.50%、Northern Dancer 5×5・5=9.38% | Lyphard 4×4=12.50%、Northern Dancer 5×5・5=9.38% | [ § 4 ]          |
| 出典                                      | 1. 2. 3. 4.                                      | 1. 2. 3. 4.                                      | 1. 2. 3. 4.                                      | 1. 2. 3. 4.      |

- 祖母の半姉にGold Splash（1992年マルセルブサック賞、1993年コロネーションステークス）。また同じく祖母の半姉であるBorn Goldの仔にG1競走14勝を挙げた名牝Goldikova、2011年ヴェルメイユ賞優勝馬Galikovaの姉妹がいる。
- 3代母Riviere D'orは1988年サンタラリ賞の優勝馬。
- 4代母Gold Riverは1981年のカドラン賞と凱旋門賞の優勝馬で、その産駒に輸入種牡馬のシェルシュールドールがいる。
- 5代母Glaneuseは1969年の伊ジョッキークラブ大賞優勝馬。
- 9代母Infra Redは1939年のプリンセスエリザベスステークス優勝馬。